# Spectrum HoloByte
A Spectrum HoloByte, Inc. foi uma desenvolvedora e editora de jogos eletrônicos. A empresa, fundada em 1983 em Boulder, Colorado por Jeff Sauter, Phil Adam e Mike Franklin, era mais conhecida por seus jogos de simulação, notavelmente a série de simuladores de vôo de combate Falcon, e por publicar a primeira versão de Tetris fora da União Soviética (em 1987, para o MS-DOS). A Spectrum HoloByte também publicou jogos para vários computadores domésticos e consoles de videogame.
O presidente da Spectrum HoloByte, Gilman Louie, também fundou a Nexa Corporation, desenvolvedora de software de entretenimento, que se fundiu com a Spectrum HoloByte e o presidente da empresa, Phil Adam, antes da mudança da empresa do Colorado para a Califórnia. Em 1992, a HoloByte recebeu um investimento da Kleiner Perkins, que permitiu à companhia recomprar ações anteriormente de propriedade das empresas de Robert Maxwell, encerrando seus laços com suas falências. Em dezembro de 1993, a Spectrum HoloByte fundiu-se com a MicroProse para formar a MicroProse Inc. Nos anos seguintes, os jogos de ambas as empresas foram publicados sob suas respectivas marcas, mas em 1996 todos os títulos foram consolidados sob a marca MicroProse.
A Hasbro Interactive adquiriu a empresa incorporada em 1998, e o que havia sido Spectrum HoloByte deixou de existir quando o estúdio de desenvolvimento em Alameda, Califórnia, foi fechado em 1999. Hasbro subsequentemente vendeu todos os ativos dos vários estúdios da Hasbro Interactive para a Infogrames, incluindo a própria marca Atari.

## Gameografia
| Título                                          | Ano e plataforma                                                                              | Desenvolvedor                                            | Editora                                             |
| ----------------------------------------------- | --------------------------------------------------------------------------------------------- | -------------------------------------------------------- | --------------------------------------------------- |
| GATO                                            | 1984 (DOS, MacOS) 1985 (Apple II) 1986 (Atari ST) 1987 (Atari 8-bit)                          | Spectrum HoloByte                                        | Spectrum HoloByte Atari Corporation (Atari 8-bit)   |
| Orbiter                                         | 1986 (DOS, MacOS) 1988 (Atari ST)                                                             | Spectrum HoloByte Sphere, Inc. (Atari ST)                | Spectrum HoloByte                                   |
| Intrigue!                                       | 1986 (Apple II, C64)                                                                          | Kinemation                                               | Spectrum HoloByte                                   |
| Lunar Explorer: A Space Flight Simulator        | 1986 (Apple II, DOS)                                                                          | Spectrum HoloByte                                        | Electric Transit, Inc.                              |
| Tetris                                          | 1987 (DOS) 1988 (Amiga, Apple II, Apple IIGS, MacOS) 1989 (Atari ST)                          | Spectrum HoloByte ELORG (Apple IIGS) AcademySoft (MacOS) | Spectrum HoloByte                                   |
| Solitaire Royale                                | 1987 (DOS, MacOS) 1988 (Amiga) 1989 (Apple IIGS), DOS, Macintosh, MSX, PC-88, PC-98, Sharp X1 | Software Resources International                         | Spectrum HoloByte                                   |
| Falcon                                          | 1987 (DOS, MacOS) 1988 (Atari ST) 1989 (Amiga) 1991 (CDTV)                                    | Sphere, Inc.                                             | Spectrum HoloByte                                   |
| Dondra: A New Beginning                         | 1987 (Apple II) 1988 (Apple IIGS) 1989 (DOS)                                                  | Spectrum HoloByte                                        | Spectrum HoloByte Electronic Arts (DOS)             |
| PT-109                                          | 1987 (DOS, MacOS)                                                                             | Digital Illusions                                        | Spectrum HoloByte                                   |
| Zig-Zag                                         | 1987 (C64)                                                                                    | Zig Zag Software                                         | Spectrum HoloByte                                   |
| Soko-Ban                                        | 1988 (DOS) 1988 (Apple II, C64)                                                               | ASCII, Thinking Rabbit                                   | Spectrum HoloByte                                   |
| Falcon A.T.                                     | 1988 (DOS)                                                                                    | Sphere, Inc.                                             | Spectrum HoloByte                                   |
| Vette!                                          | 1989 (DOS) 1991 (MacOS)                                                                       | Sphere, Inc.                                             | Spectrum HoloByte                                   |
| Falcon Operation: Counterstrike                 | 1989 (Amiga, Atari ST)                                                                        | Rowan Software                                           | Spectrum HoloByte                                   |
| Tank: The M1A1 Abrams Battle Tank Simulation    | 1989 (DOS)                                                                                    | Sphere, Inc.                                             | Spectrum HoloByte                                   |
| Welltris                                        | 1989 (DOS) 1990 (MacOS)                                                                       | Doka, Sphere, Inc.                                       | Spectrum HoloByte                                   |
| Faces                                           | 1990 (DOS, MacOS) 1991 (Amiga)                                                                | Sphere, Inc.                                             | Spectrum HoloByte                                   |
| Stunt Driver                                    | 1990 (DOS)                                                                                    | Sphere, Inc.                                             | Spectrum HoloByte                                   |
| Flight of the Intruder                          | 1990 (DOS) 1991 (Atari ST)                                                                    | Rowan Software, Spectrum Holobyte (Atari ST)             | Spectrum Holobyte Mirrorsoft (Atari ST)             |
| Falcon Operation: Firefight                     | 1990 (Amiga, Atari ST)                                                                        | Rowan SoftwareSphere, Inc.                               | Spectrum HoloByte                                   |
| Super Tetris                                    | 1991 (DOS, Windows 3.x) 1992 (Amiga, MacOS)                                                   | Sphere, Inc.                                             | Spectrum HoloByte                                   |
| Falcon 3.0                                      | 1991 (DOS) 1992 (TG-16)                                                                       | Sphere, Inc., Spectrum HoloByte (TG-16)                  | Spectrum HoloByte Turbo Technologies (TG-16)        |
| Crisis in the Kremlin                           | 1992 (DOS)                                                                                    | Barbu Corporation, Spectrum HoloByte                     | Spectrum HoloByte                                   |
| Wordtris                                        | 1991 (DOS) 1992 (GB, SNES) 1993 (MacOS)                                                       | Spectrum HoloByte Armenica (DOS)                         | Spectrum HoloByte Sphere, Inc. (GB) Nintendo (SNES) |
| Falcon 3.0: Operation: Fighting Tiger           | 1992 (DOS)                                                                                    | Sphere, Inc.                                             | Spectrum HoloByte                                   |
| Tetris Trio'                                    | 1992 (DOS)                                                                                    | Sphere, Inc.                                             | Spectrum HoloByte                                   |
| Tetris Classic                                  | 1992 (DOS, Windows 3.x)                                                                       | Spectrum HoloByte                                        | Spectrum HoloByte                                   |
| Iron Helix                                      | 1993 (MacOS, Windows 3.x) 1994(Sega CD)                                                       | Drew Pictures                                            | Spectrum HoloByte                                   |
| Tetris Gold                                     | 1993 (DOS, MacOS, Windows 3.x)                                                                | Sphere, Inc.                                             | Spectrum HoloByte                                   |
| Hornet: Naval Strike Fighter                    | 1993 (DOS)                                                                                    | Spectrum HoloByte                                        | Spectrum HoloByte                                   |
| National Lampoon's Chess Maniac 5 Billion and 1 | 1993 (DOS)                                                                                    | Spectrum HoloByte                                        | Spectrum HoloByte                                   |
| TinHead                                         | 1993 (Genesis)                                                                                | MicroProse                                               | Ballistic                                           |
| Soldiers of Fortune                             | 1993 (Genesis, SNES)                                                                          | The Bitmap Brothers                                      | Spectrum HoloByte                                   |
| MiG-29: Deadly Adversary of Falcon 3.0          | 1993 (DOS)                                                                                    | Spectrum HoloByte                                        | Spectrum HoloByte                                   |
| Tornado                                         | 1993 (DOS)                                                                                    | Digital Integration                                      | Spectrum HoloByte                                   |
| Gazillionaire                                   | 1994 (Windows 3.x)                                                                            | LavaMind                                                 | Spectrum HoloByte                                   |
| Out of the Sun                                  | 1994 (MacOS)                                                                                  | Domark                                                   | Eidos Interactive                                   |
| Formula One                                     | 1994 (DOS)                                                                                    | Lankhor                                                  | Domark                                              |
| Star Trek: The Next Generation - Futures Past   | 1994 (Genesis, SNES)                                                                          | Spectrum HoloByte                                        | Spectrum HoloByte Sega (Genesis)                    |
| BreakThru!                                      | 1994 (SNES, Windows 3.x) 1995 (GB)                                                            | Zoo Corporation                                          | Spectrum HoloByte                                   |
| Falcon Gold                                     | 1994 (DOS)                                                                                    | Spectrum HoloByte                                        | Spectrum HoloByte                                   |
| Fields of Glory                                 | 1994 (DOS)                                                                                    | MicroProse                                               | Spectrum HoloByte                                   |
| WildSnake                                       | 1994 (GB, SNES)                                                                               | Bullet-Proof Software (GB) J.S.C. Gamos (SNES)           | Spectrum HoloByte                                   |
| Lords of Midnight                               | 1995 (DOS)                                                                                    | Maelstrom Games                                          | Domark                                              |
| ClockWerx                                       | 1995 (MacOS, Windows)                                                                         | Callisto Corporation                                     | Spectrum HoloByte                                   |
| Reflux: Issue.01 - "The Becoming"               | 1995 (MacOS, Windows 3.x)                                                                     | Inverse Ink                                              | Inverse Ink                                         |
| Reflux: Issue.02 - "The Threshold"              | 1995 (Windows 3.x)                                                                            | Inverse Ink                                              | Inverse Ink                                         |
| Star Trek: The Next Generation – A Final Unity  | 1995 (DOS, MacOS)                                                                             | Spectrum HoloByte                                        | Spectrum HoloByte                                   |
| Qwirks                                          | 1995 (MacOS, Windows, Windows 3.x)                                                            | Big Bang Software                                        | Spectrum HoloByte                                   |
| Perfect Partner Bridge                          | 1995 (MacOS, Windows 3.x)                                                                     | Positronic Software                                      | Spectrum HoloByte                                   |
| Absolute Zero                                   | 1995 (DOS, MacOS)                                                                             | Domark                                                   | Domark                                              |
| Knight Moves                                    | 1995 (Windows)                                                                                | Kinesoft                                                 | Spectrum HoloByte                                   |
| Curse of Dragor                                 | 1995 (MacOS)                                                                                  | Banshee Software                                         | Domark                                              |
| Top Gun: Fire at Will!                          | 1996 (DOS, MacOS, PS1, Windows)                                                               | Spectrum HoloByte                                        | Spectrum HoloByte MacSoft (MacOS)                   |